# Speldje

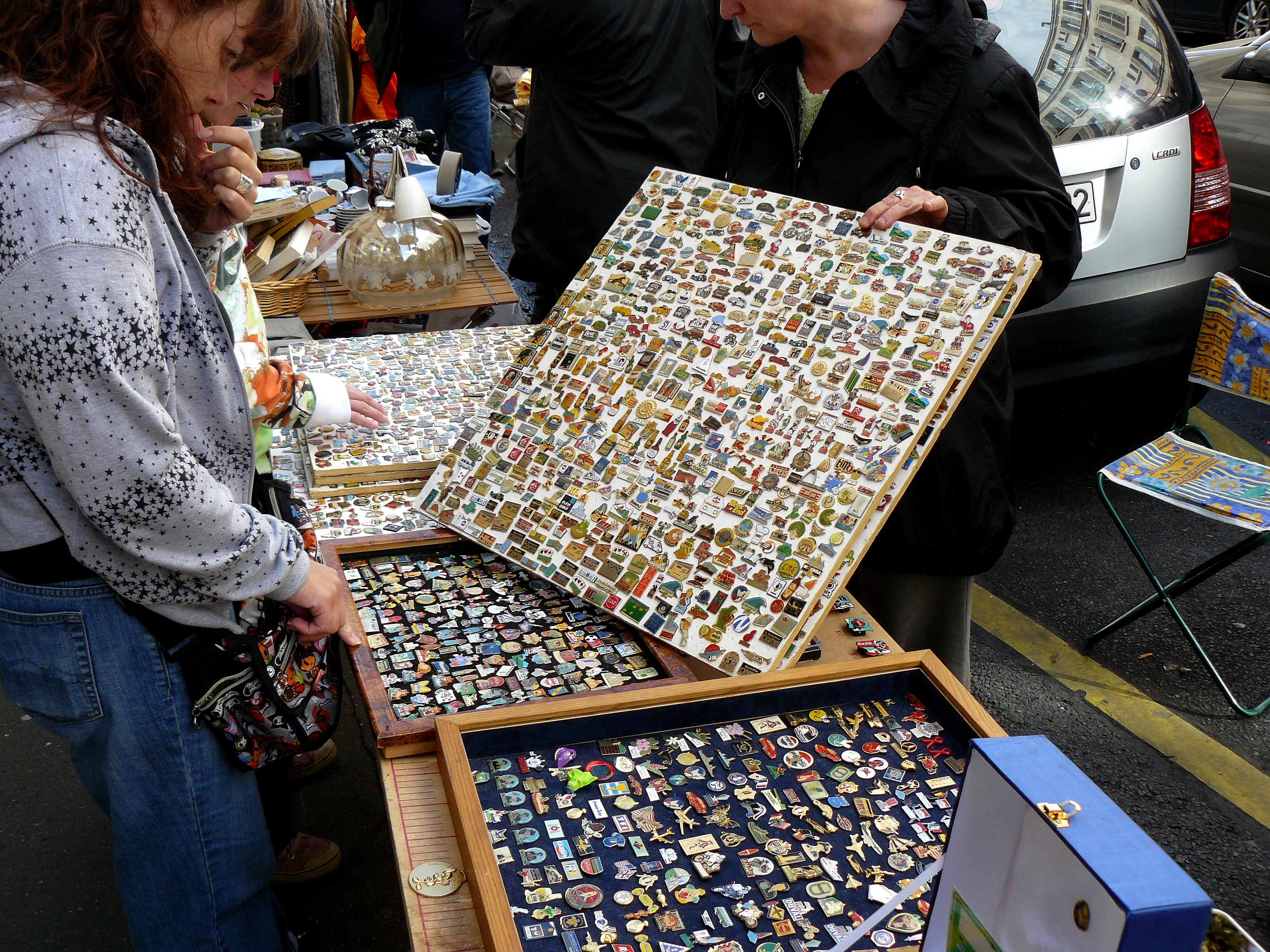
Pins op een rommelmarkt

Een pin of speldje is een speld of insigne die traditioneel op de revers van een jas of blazer gedragen wordt. Vaak draagt men pins om duidelijk te maken dat men tot een bepaalde organisatie hoort, maar ze kunnen ook om esthetische redenen gedragen worden. Staatshoofden, regeringsleiders en dergelijke dragen vaak een pin met de vlag van het land op hun pak.
Pins kunnen bij wijze van hobby verzameld worden. Onder pin trading verstaat men het aankopen, verkopen en ruilen van begeerde pins. Een bekend voorbeeld hiervan is de Efteling PinParade, waar bepaalde pins van de Efteling in beperkte oplages verkocht worden en daardoor een zekere exclusiviteitswaarde verkrijgen. Andere exclusieve verzamelwaar zijn de pins van Hard Rock Cafe en de pins die worden verkocht in de Disneyparken.